# De Liesbosch (zwembad)
Zweminrichting De Liesbosch is een voormalig openluchtzwembad aan de Overijssellaan bij het Merwedekanaal in de Nederlandse stad Utrecht in de wijk Transwijk.

## Geschiedenis
Het zwembad werd in 1927 geopend en geleek als twee druppels water op het zwembad Noorderbad ook te Utrecht in de wijk Zuilen. Beide openluchtzwembaden bestaan niet meer. De Liesbosch werd rond 1990 gesloten, het heeft plaats gemaakt voor bedrijven.
Het openluchtbad De Liesbosch bestond uit twee zwembassins, een voor dames en een voor heren, met het optrekje van de badmeester daartussen. Gemengd zwemmen was niet toegestaan. Later veranderde, met de tijdgeest, die regel en konden dames en heren in beide bassins zwemmen. Rond beide baden waren kleedhokjes gesitueerd. Er hing ook een grote thermometer die de temperatuur van het water aangaf. Het water werd betrokken uit het Merwedekanaal waardoor er ook weleens een vis in aan te treffen was.

## Trivia
- Het zwembad was genoemd naar de 17e-eeuwse buitenplaats die zich hier bevond.[1]
- Aan de andere kant van het Merwedekanaal, tegenover de plek waar vroeger het zwembad was gelegen, is het Liesbospark aangelegd. Ook het park dankt zijn naam aan de vroegere buitenplaats en aan de nabijgelegen Liesbosweg.[2]

Hedendaagse zwembaden:
Den Hommel ·
Zwembad De Krommerijn ·
Zwembad De Kwakel ·
Zwembad Fletiomare

Niet meer bestaande zwembaden:
De Liesbosch ·
Noorderbad ·
O.Z.E.B.I.